# Herzogiella
Herzogiella (Pølsekapsel) er en slægt af mosser med cirka ni arter, hvoraf to findes i Danmark. Slægten er opkaldt efter den tyske botaniker Theodor Herzog (1880-1961).
| Danske arter |

- Stubpølsekapsel Herzogiella seligeri
- Tæt pølsekapsel Herzogiella striatella